# PSY6甲
PSY6甲 Part 1（싸이6甲 Part 1）は、韓国の歌手PSYの6枚目のフルアルバムである。このアルバムは当初、Part1とPart2に分かれて発売される予定であったが、2012年7月25日にPart1は発売されたものの、Part2は発売されなかった。タイトル曲は「江南スタイル」である。YGエンターテインメントとKTミュージックによって企画・制作されて発売され、海外ではユニバーサルミュージックグループ、YGEXによって発売された。

## トラックリスト
- 全体編曲: 誘導型

 PSY6甲 Part 1
| #  | タイトル              | 作詞 | 作曲・編曲 |
| -- | --------------------- | ---- | ---------- |
| 1. | 「青カエル」          |      |            |
| 2. | 「熱いこんにちは」    |      |            |
| 3. | 「江南スタイル」      |      |            |
| 4. | 「77学概論」          |      |            |
| 5. | 「どうだったか」      |      |            |
| 6. | 「NEVER SAY GOODBYE」 |      |            |

## 参加スタッフ
このリストは当該アルバムのブックレット〈staff〉のリストから抜粋したものです。
演奏者
- オービジョン - ギター(1, 6)
- イ・ギョンハン - エレクトリックベース(1, 6)
- サム・リー（朝鮮語版） - その他(5)
- イムチェグァン - ドラム(6)
- キム・ジョンイク - ピアノ(6)

スタッフ
- PSY - プロデューサー、ヘア、ミキシング
- ユ・ゴンヒョン - CO-プロデューサー
- ヤン・ヒョンソク - エグゼクティブプロデューサー、ミキシング
- ハン・ジェウン/イ・ギョンジュン/シン・ソンギュン/イ・ジフン(YGエンターテインメント)、パク・ウンジョン(HUBスタジオ)、チョン・ウンギョン(IN GRIDスタジオ)、ペク・ギョンフン/ソン・ジュヨン(スタジオT) - 録音
- Jason Robert - ミキシング
- ソン・ジフン(JFSスタジオ)/オ・ソンギュン(スタジオT) - ミキシング(5)
- Tom Coyne(Stering Sound) - マスタリング
- チャン・ソンソン - アートディレクター、 アートワーク、デザイン
- クォン・スンホ(HOZO) - イラストレーター
- (株)シヌ文化 - 印刷
- ホン・ヘウォン - スタイリスト、メイク
- シン・ハナ - スタイリスト
- ファン・ギュワン、キム・ヒョンゴン、イ・テボク - マネージメント

## 論争
「77学概論」歌詞論争
本アルバムに収録された曲「77学概論」で「1997年の集団性搾取映像取引事件」を言及し、物議を醸した。大衆の反応は「大学生狩りをする高校生、キム・ジンピョプは違法性交ビデオを見て、ギャリーはいわゆるイルジン」という意見もあり、「被害者の立場で考えると、イルジンの加害行為を思い出と言いながら懐かしむことができるのか」と批判及び非難の世論が起こった。